# Rio Coşu
O Rio Coşu é um rio da Romênia, afluente do Nechitu, localizado no distrito de Neamţ.